# 康生通西
康生通西（こうせいどおりにし）は、愛知県岡崎市の町名。現行行政地名は康生通西1丁目から康生通西4丁目。

## 地理
岡崎市の西部に位置し、中心街の一角に相応する。町内に小字は持たない。

## 小・中学校の学区
市立小・中学校に通う場合、学区は以下の通りとなる。
| 番・番地等 | 小学校             | 中学校             |
| ---------- | ------------------ | ------------------ |
| 全域       | 岡崎市立連尺小学校 | 岡崎市立城北中学校 |

## 歴史

### 沿革
- 1957年（昭和32年）11月15日 - 康生町・魚町の各一部より、康生通西1〜4丁目が成立[5][6]。
- 2003年（平成15年）8月31日 - 岡崎スポーツガーデンが閉鎖[7]。
- 2010年（平成22年）1月31日 - 松坂屋岡崎店が閉店[8]。
- 2019年（令和元年）12月下旬 - 「康生通」交差点（2017年1月に「康生北」から改称した）が市内初のスクランブル交差点となった[9]。

## 交通
- 国道1号
- 愛知県道39号岡崎足助線（愛知県道56号名古屋岡崎線と重複している）
  - 本町通り
- 岡崎市道伝馬町線
  - 伝馬通り
  - 東康生通り
  - 西康生通り
- 総門通り

## 施設
- 岡崎市図書館交流プラザ
  - 岡崎市立中央図書館
  - ローソン 岡崎りぶら店
- 岡崎シビコ
- アオキスーパー 岡崎康生店
- B&Dドラッグストア 岡崎康生店
- 岡崎康生通西郵便局
- 十六銀行 岡崎支店
- 野村證券 岡崎支店
- SMBC日興証券 岡崎ビル（三井住友銀行岡崎支店併設）
- 東海東京証券 岡崎支店
- 野畑証券 岡崎ビル（本社・本店営業部）
- 野畑証券 岡崎第2ビル
- 浄瑠璃寺
- 康生ビル
  - 三井住友信託銀行 岡崎支店
  - かんぽ生命保険 岡崎支店
- 岡崎タワーレジデンス（岡崎市最高層）
- 岡崎ウィズスクエア
- 盛岡屋呉服店
- 和泉屋
- 札幌かに本家 岡崎店

## ギャラリー
- 岡崎市図書館交流プラザ、岡崎タワーレジデンス
- アオキスーパー岡崎康生店
- 浄瑠璃寺
- 1932年創業の和泉屋[10]
- 厳選屋
- 岡崎タワーレジデンス
- 岡崎ウィズスクエア
- 国道1号
- 岡崎城下家康公夏まつり花火大会
- 岡崎市図書館交流プラザの開館にあわせて整備されたプロムナード。正式名称は市道「康生通西3号線」[11]。

## その他

### 日本郵便
- 郵便番号 : 444-0059[2]（集配局：岡崎郵便局[12]）。

## 参考資料
- 「角川日本地名大辞典」編纂委員会 編『角川日本地名大辞典 23 愛知県』角川書店、1989年。
- 平凡社 編『日本歴史地名大系 23 愛知県の地名』1981年。
- 新編岡崎市史編さん委員会 編『新編岡崎市史 資料 現代 11』1983年。
- 新編岡崎市史編さん委員会 編『新編岡崎市史 総集編 20』1993年。